# Sokół Aleksandrów Łódzki
Sokół Aleksandrów Łódzki – polski klub piłkarski z siedzibą w Aleksandrowie Łódzkim, założony w 1998 roku, następca Włókniarza Aleksandrów Łódzki.

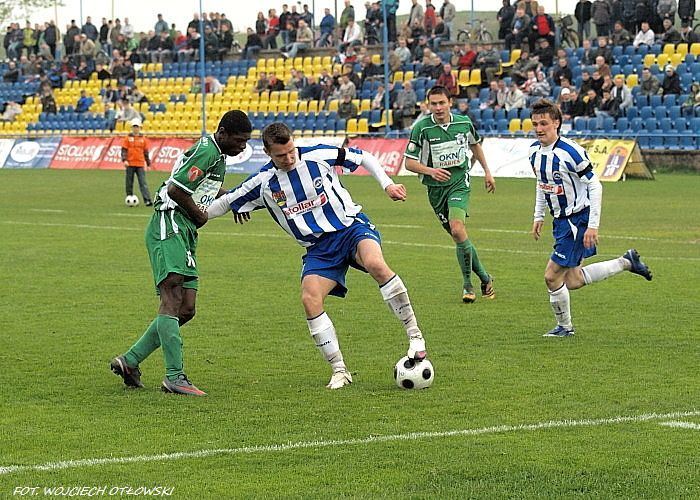
Mecz wyjazdowy Sokoła Aleksandrów Łódzki z Wigrami Suwałki w sezonie 2009/10

W latach 2003–2013 barwy Sokoła reprezentował Arkadiusz Świętosławski. Do klubu należał również Piotr Klepczarek.
Do końca sierpnia 2008 r. klub występował pod nazwą sponsora – Sokół Syguła Aleksandrów Łódzki.
W sezonach 2008/2009 oraz 2009/2010 Sokół grał w II lidze, gr. wschodniej.

## Sukcesy
- 1/32 finału Pucharu Polski – 2006/2007[5], 2008/2009[6]
- Awans do nowej II ligi w sezonie 2007/2008
- 11. miejsce w II lidze – 2008/2009[7]
- Puchar Polski – Łódzki ZPN – 2011/2012[8]